# Amt Büchen
La comunità amministrativa di Büchen (Amt Büchen) si trova nel circondario del ducato di Lauenburg nello Schleswig-Holstein, in Germania.

## Suddivisione
Comprende 15 comuni:
1. Besenthal (96)
2. Bröthen (333)
3. Büchen* (6 473)
4. Fitzen (376)
5. Göttin (58)
6. Gudow (1 668)
7. Güster (1 321)
8. Klein Pampau (678)
9. Langenlehsten (154)
10. Müssen (1 231)
11. Roseburg (537)
12. Schulendorf (443)
13. Siebeneichen (259)
14. Tramm (339)
15. Witzeeze (917)

Il capoluogo è Büchen.
(Tra parentesi i dati della popolazione al 31 dicembre 2021)